# Jan Jacob de Condé
Johannes ou Jan Jacob ou Jacques de Condé, né en 1617 et mort en 1679, est un avocat, greffier et secrétaire communal de Bruxelles, surtout connu de nos jours comme rhétoricien et dramaturge.  

## Passion du Christ

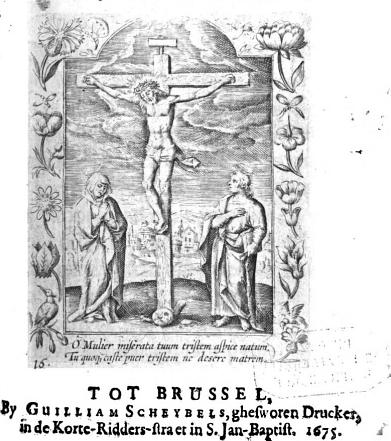
Den Lydenden ende Stervenden Christus, pièce publiée à Bruxelles par Guilliam Scheybels ; édition de 1675.

Sa pièce sur la passion du Christ, Den Lydenden ende Stervenden Christus, fut publiée à Bruxelles en 1651 et maintes fois réimprimée, au moins encore en 1718, et jouée à Alost (entre autres en 1721, en 1738, en 1751, en 1766 et en 1767), ainsi qu'à Wevelgem en 1743, à Tongres en 1750, et même cinq fois à Nederbrakel en 1752.
Encore en 1743, Antoon Frans Cuvelier en fait une adaptation, publiée à Dunkerque.
Écrivant pour un public urbain instruit, le savant humaniste De Condé a isolé les noyaux dramatiques de cet événement religieux pour ensuite les rassembler judicieusement dans une tension dialectique, tout en les enveloppant harmonieusement dans l'habit du théâtre classique, avec ses cinq actes et ses trois unités.  La construction est équilibrée, le dessin des caractères est varié, le ton en général sérieux ; tous les éléments comiques, ou les intermèdes d'un même esprit, ont été évités et toute naïveté et infantilité ont été bannies.  Toutefois, le pathos et la grandiloquence défigurent les sentiments, surtout ceux des personnages féminins.
Cependant, les actions désespérées de Judas, le remords de Pierre et, pour le reste, l'ensemble du cinquième acte demeurent remarquables.

## Ressources

### Sources

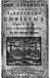
Den lydenden ende stervenden Christus, 1651.

- (nl) Frederiks, Johannes Godefridus, et Frans Jozef van den Branden.  Biographisch woordenboek der Noord- en Zuidnederlandsche letterkunde, Amsterdam, L.J. Veen, 1888-1891, p. 164.
- (nl) Van Es, Gustaaf Amandus, et Edward Rombauts.  Geschiedenis van de letterkunde der Nederlanden, volume 5, Bois-le-Duc, Teulings / Anvers-Bruxelles, Standaard-boekhandel, 1952, p. 446.
- (nl) Vieu-Kuik, Hermina Jantina, et Jos Smeyers, Geschiedenis van de letterkunde der Nederlanden, volume 6, Anvers-Amsterdam, Standaard Uitgeverij, 1975, p. 355, 379.
- (nl) Witsen Geysbeek, Pieter Gerardus.  Biographisch anthologisch en critisch woordenboek der Nederduitsche dichters, volume 2, CAB-GYZ, Amsterdam, C.L. Schleijer, 1822, p. 74.